# ARI Motors
 (mai 2021).
Pour les articles homonymes, voir ARI.
ARI Motors GmbH est un constructeur automobile allemand de véhicules électriques.

## Histoire
ARI Motors, qui a été fondé en 2017 à Leipzig, adapte aux normes européennes les petits VUL électriques de son partenaire chinois Jiayuan EV, et sont assemblés depuis 2018 dans son usine tchèque près de Prague,.
Fin 2019, la société de vente par correspondance en ligne Zalando a lancé un projet à Hambourg pour utiliser plusieurs transporteurs électriques d'ARI Motors,.
En 2021, ARI Motors a présenté son utilitaire électrique ARI 901 pour l'Europe, avec 260 km d’autonomie et 900 kg de charge utile,.